# 4860 Gubbio
4860 Gubbio (1987 EP) là một tiểu hành tinh vành đai chính được phát hiện ngày 3 tháng 3 năm 1987 bởi Bowell, E. ở Flagstaff.